# Guiné thuộc Bồ Đào Nha
Guiné thuộc Bồ Đào Nha (tiếng Bồ Đào Nha: Guiné) được gọi là Tỉnh hải ngoại Guiné từ năm 1951, là thuộc địa của Tây Phi thuộc Bồ Đào Nha từ cuối thế kỷ 15 cho đến ngày 10 tháng 9 năm 1974, khi nó giành được độc lập như Guiné-Bissau.

## Lịch sử

Ấn chương của 'Công ty Guinea' tham gia buôn bán nô lệ

Chính phủ Trung ương Bồ Đào Nha đã ban hành một tuyên bố chủ quyền đối với khu vực vào năm 1446. Năm 1450, nhà thám hiểm Nuno Tristão đi thuyền dọc theo bờ biển Tây Phi, và từ đó bắt đầu buôn bán vàng và nô lệ, sau thế kỷ 17, các cường quốc châu Âu như Pháp, Anh và Thụy Điển cũng đến đây và buôn bán nô lệ khá phổ biến trong một thời gian.
Chính xác có bao nhiêu người bản địa bị bán làm nô lệ vào thời điểm đó là không có sẵn. Ước tính có khoảng 10 triệu người, khoảng 37% trong số đó được bán cho Brasil ở Nam Mỹ. Thị trấn Cacheu là thị trường buôn bán nô lệ lớn nhất vào thời điểm đó. 1765 để thiết lập một thủ đô mới peso.
Vào đầu thế kỷ XIX, chế độ nô lệ bị bãi bỏ và buôn bán nô lệ bị cấm hoàn toàn. Chỉ có một vài giao dịch bất hợp pháp vẫn tồn tại.
Sau bốn thế kỷ thống trị trong khu vực, Bồ Đào Nha bắt đầu có các đối thủ cạnh tranh, phần nội địa dần bị chia rẽ bởi các thực dân châu Âu khác. Ví dụ, các căn cứ thương mại chính của lưu vực sông Casamance và Tây Phi thuộc Pháp chồng chéo với nhau. Ngoài ra, Anh cũng đang cố gắng chiếm đảo Borama. Ba đảng đã ở bên lề Thế chiến I, và sau phiên hòa giải của Tổng thống Mỹ Ulysses S. Grant, họ quyết định thuộc về Bồ Đào Nha.
Guinea trước đây thuộc Bồ Đào Nha thuộc quyền quản lý của Cape Verde, và một thuộc địa riêng biệt được thành lập vào năm 1879.
Năm 1951, Bồ Đào Nha đã sửa đổi luật pháp liên quan để thay đổi nơi này thành lãnh thổ hải ngoại. Năm 1956, Amílcar Lopes Cabral thành lập Đảng châu Phi độc lập Guinea-Cape Verde (PAIGC), phát động phong trào xây dựng quốc gia độc lập và phát triển ổn định. Chính phủ Trung ương Bồ Đào Nha đã phá vỡ nó vào năm 1961 và đảng này đã ra tuyên bố độc lập, đặt tên là Cộng hòa Guiné-Bissau.
Sau cuộc Cách mạng hoa cẩm chướng, các lực lượng phát xít ở miền trung Bồ Đào Nha sụp đổ và chính phủ lâm thời mới thành lập bắt đầu đàm phán với PAIGC. Cuối cùng, vào ngày 10 tháng 9 năm 1974, Guiné-Bissau được công nhận độc lập. Anh trai của Amílcar Lopes Cabral trở thành tổng thống đầu tiên. Chính thức chấm dứt quy tắc 500 năm của họ.